# Іоан (Сіопко)
Іоа́нн (світське ім'я Ігор Степанович Сіопко), митрополит Херсо́нський і Таврі́йський (нар. 14 березня 1964, Рівне) — єпископ РПЦ в Україні.
У 1996 році хіротонісований у єпископа РПЦвУ, з 2006 року (із перервою у 2008) очолює Херсонську єпархію. Голова синодального відділу РПЦвУ з канонізації святих. Тезоіменитство — 9 жовтня.

## Біографія
Народився 14 березня 1964 року в Рівному. У 1981 році закінчив середню школу.

### Початок священницького служіння
19 серпня 1985 року в Свято-Троїцькому кафедральному соборі м. Луцька архієпископом Волинським і Ровенським Даміаном був рукоположений в сан диякона і призначений в Михайлівський храм с. Здовбиця Здолбунівського р-ну Рівенської області.
22 лютого 1987 року в Свято-Троїцькому кафедральному соборі м. Луцька єпископом Волинським і Ровенським Варлаамом рукоположений в сан священика і призначений настоятелем Варваринського храму с. Шпанів Рівненського р-ну Рівненської області.
В липні 1987 року переведений в Київську єпархію і призначений настоятелем Преображенського храму с. Трушівці Чигиринського р-ну Черкаської області.

### Перебування в УАПЦ та УПЦ КП
З червня 1991 по 1992 рік знаходився в Українській Автокефальній Православній Церкві. 1992 року закінчив Львівську духовну семінарію и перейшов до новоствореної Української Православної Церкви Київського Патріархату, де у вересні 1992 року був хіротонізований в єпископа Хмельницького і Кам'янець-Подільського, а вже у листопаді того ж року переміщений на Чернігівсько-Сумську катедру, а з 14 червня 1993 року служив як єпископ Яготинський, вікарії Київської єпархії.	
14 грудня 1993 року разом з кількома іншими архієреями УПЦ КП він написав звернення до митрополита Київського і всієї України Володимира (Сабодана) з проханням переходу в УПЦМП. Це рішення пояснене так:	
|  | Під час проведення Всеукраїнського Православного собору в Києві нам стало відомо — наші хіротонії недійсні, що до цього часу ретельно від нас приховувалось |

### Перехід в УПЦ
29 грудня 1993 року на Архієрейському Соборі УПЦМП приніс покаяння і був прийнятий у лоно Української православної церкви МП у сані священика.
30 грудня 1993 року в Києво-Печерській Лаврі прийняв чернечий постриг з ім'ям Іоанн, на честь апостола Іоанна Богослова.
7 січня 1994 року Блаженнішим митрополитом Київським і всієї України Володимиром возведений в сан ігумена,
2 серпня 1994 року — в сан архімандрита та призначений секретарем Київської єпархії.
У 1996 році закінчив Київську духовну академію.
13 грудня 1996 року в Трапезному храмі Києво-Печерської Лаври був хіротонісаний в єпископа Переяслав-Хмельницького і призначений вікарієм Київської Митрополії РПЦвУ.
Хіротонію звершували: митрополит Київський і всієї України Володимир, архієпископ Сумський і Охтирський Іонафан, архієпископ Донецький і Маріупольський Іларіон, єпископ Глухівський і Конотопський Анатолій, єпископ Житомирський і Новоград-Волинський Гурій, єпископ Білоцерківський і Богуславський Серафим, єпископ Володимир-Волинський і Ковельський Симеон.
Рішенням Священного Синоду від 26 липня 2000 року призначений єпископом Хустським і Виноградівським.
28 липня 2004 року возведений у сан архієпископа.
Рішенням Священного Синоду від 22 листопада 2006 року призначений архієпископом Херсонським і Таврійським.
Рішенням Священного Синоду від 8 травня 2008 року призначений Головою Синодальної комісії по канонізації святих РПЦвУ.
Рішенням Священного Синоду від 11 листопада 2008 року призначений архієпископом Сумським і Охтирським.
Рішенням Священного Синоду УПЦ від 17 листопада 2008 року знову призначений архієпископом Херсонським і Таврійським.
З 9 липня по 9 вересня 2009 року — тимчасово керуючий Джанкойською єпархією.
17 серпня 2015 року возведений в сан митрополита.

## Нагороди
- Різдва Христового;
- преподобного Нестора Літописця ІІ ст. — 2004 р.; 1020-річчя Хрещення Русі І ст. — 2008 р.; Почаївської ікони Божої Матері — 2009 р.; преподобного Нестора Літописця І ст. — 2009 р.; апостола Андрія Первозванного — 2011 р.; преподобного Серафима Саровського II ст. — 2014 р.; апостола Іоанна Богослова І ст. — 2016 р.; преподобного Іова Почаївського III ст. — 2019 р